# Cotyledon adscendens
Cotyledon adscendens là một loài thực vật có hoa trong họ Crassulaceae. Loài này được Dyer miêu tả khoa học đầu tiên năm 1949.